# Národní park Banff
Národní park Banff je nejstarší kanadský národní park zaujímající rozlohu 6 640 km². Rozkládá se v jihozápadní Albertě 120 km od Calgary a byl založen roku 1885. Tento park nabízí krásné scenérie Skalnatých hor a krásné pohledy na jezero Louise. Na území parku leží městečko Banff, jež je považováno za turistické centrum oblasti.
Na severu sousedí s Národním parkem Jasper, na hranici s Britskou Kolumbií sousedí s národními parky Yoho a Kootenay. Na jihu sousedí s Provinčním parkem Kananaskis Country. Společně s okolními parky kanadských Skalnatých hor je součástí světového přírodního dědictví UNESCO.

## Historie
Vývoj Národního parku Banff se odehrával v konfliktu mezi ochranou přírody a rozvojem oblasti. Poté, co byly v oblasti objeveny termální prameny, rozhodl se tehdejší kanadský premiér John A. Macdonald ukončit spory o právo na komerční využití oblasti tím, že oblast pramenů v roce 1885 vyhlásil za malou chráněnou rezervaci, která se později rozšířila do dnešní rozlohy parku. Původní rozloha parku byla pouhých 26 kilometrů čtverečních. K prvnímu rozšíření parku došlo v roce 1887, kdy se chráněná oblast rozšířila na 674 km² a získala název Rocky Mountains Park. Stala se tak prvním národním parkem v Kanadě a po Yellowstonském národním parku v USA druhým v Severní Americe. K rozvoji parku významně přispěla Canadian Pacific Railway, která protla území parku již v roce 1875. Pro automobily se stalo město Banff přístupné až v roce 1911. V témže roce park dosáhl také největší rozlohy – 11 400 km², poté byla jeho velikost zredukována a ještě několikrát změněna. Dnešní rozlohu a název má park od roku 1930. Pojmenován byl podle železniční zastávky, dnešního města Banff. V současné době se za vstup do parku platí vstupné. Návštěvníci si musí zakoupit Park Pass nebo využít Discovery Pass, který je platný pro více než 100 kanadských národních parků a chráněných území.

## Geografie

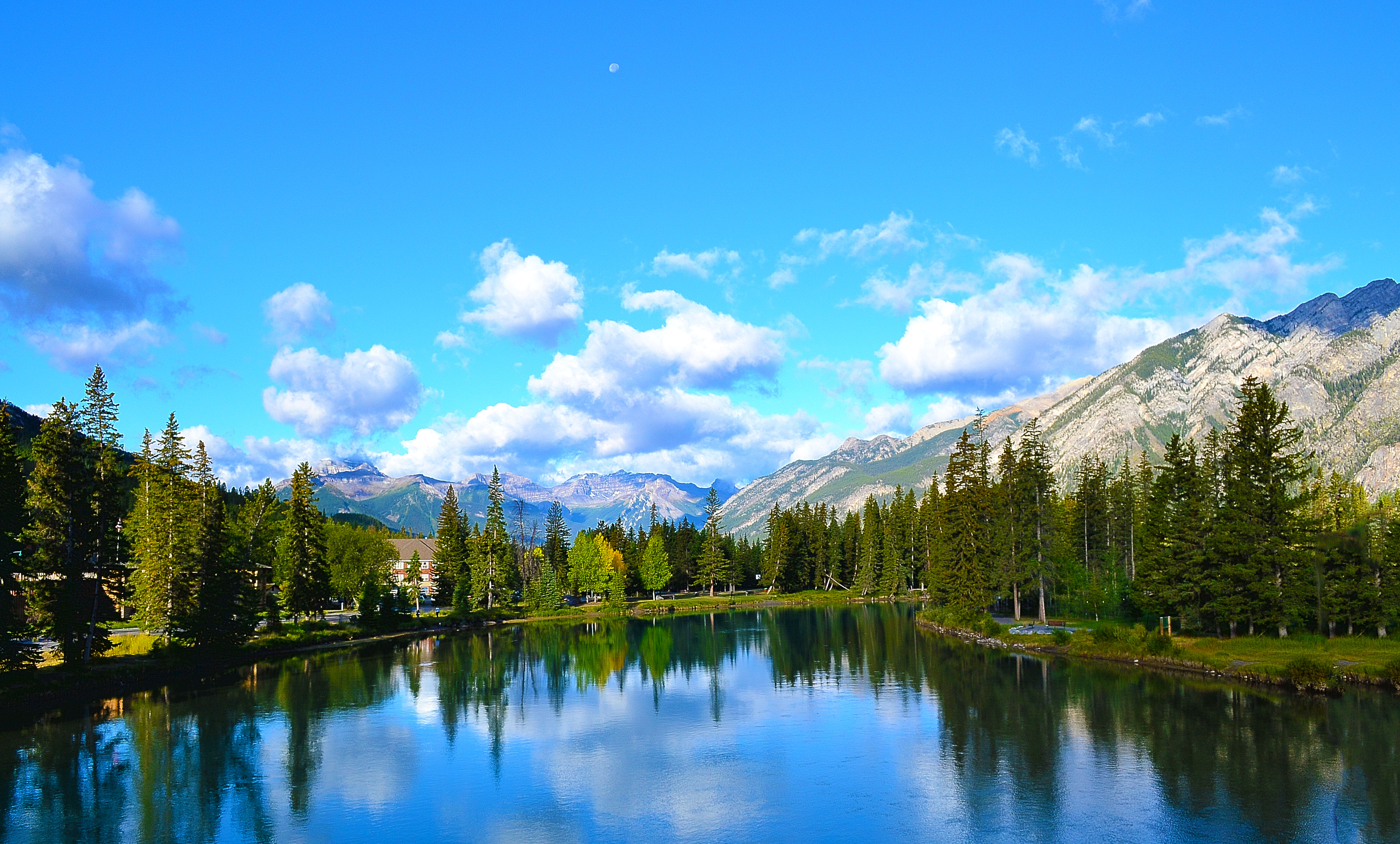
Bow River

Národní park Banff se nachází ve Skalnatých horách (Rocky Mountains) na západní hranici státu Alberta a státu Britská Kolumbie, přesněji v lesnatém ekoregionu Alberta Mountain. Město Banff se nachází 128 kilometrů na západ od Calgary a 401 km na jihozápad od Edmontonu. Na severu sousedí národní park Banff s národním parkem Jasper, kdežto na západě sdílí hranice s národním parkem Yoho a na jihu s národním parkem Kootenay. Na jihu a na východě od Banffu se rozprostírá oblast Kananaskis Country, která zahrnuje regionální parky Bow Valley Wildland Provincial Park, Spray Valley Provincial Park a Peter Lougheed Provincial Park.
Transkanadská dálnice vede národním parkem Banff, a to od jeho východní hranice poblíž městečka Canmore, dále přes město Banff a město Lake Louise až do národního parku Yoho v Britské Kolumbii. Město Banff je hlavním obchodním centrem národního parku Banff. Vesnička u jezera Lake Louise se nachází na křižovatce Transkanadské dálnice a silnice Icefields Parkway, která se rozpíná na sever od města Jasper.

## Město Banff

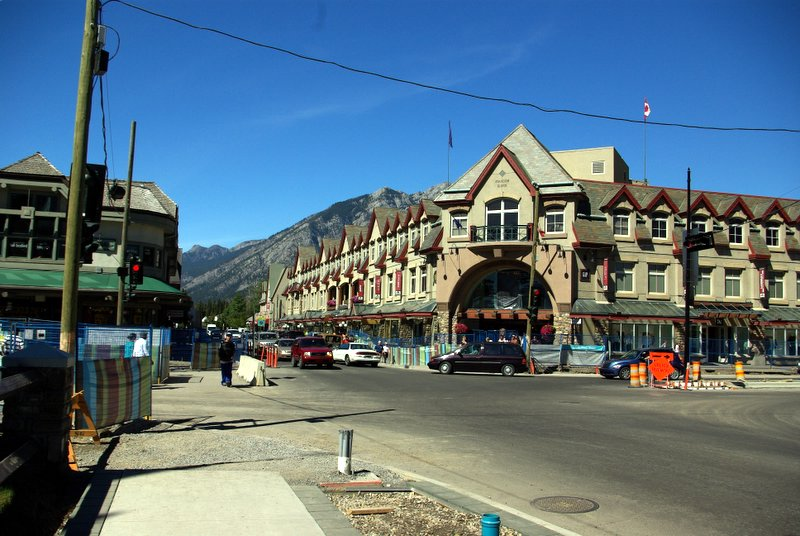
Město Banff

Město Banff, které bylo založeno v roce 1883, je komerčním centrem celého národního parku. Své jméno získalo podle hrabství Banffshire ve Skotsku. Původně to byla pouze železniční zastávka ležící na řece Bow v oblasti horkých pramenů na Canadian Pacific Railway. Dnes je to živé a turisty obsypané městečko v alpském stylu. Které má podle sčítání s roku 2005 8352 obyvatel, z toho skoro 7000 trvalých. V polovině 20. století město protla Transkanadská dálnice.

## Zajímavá místa

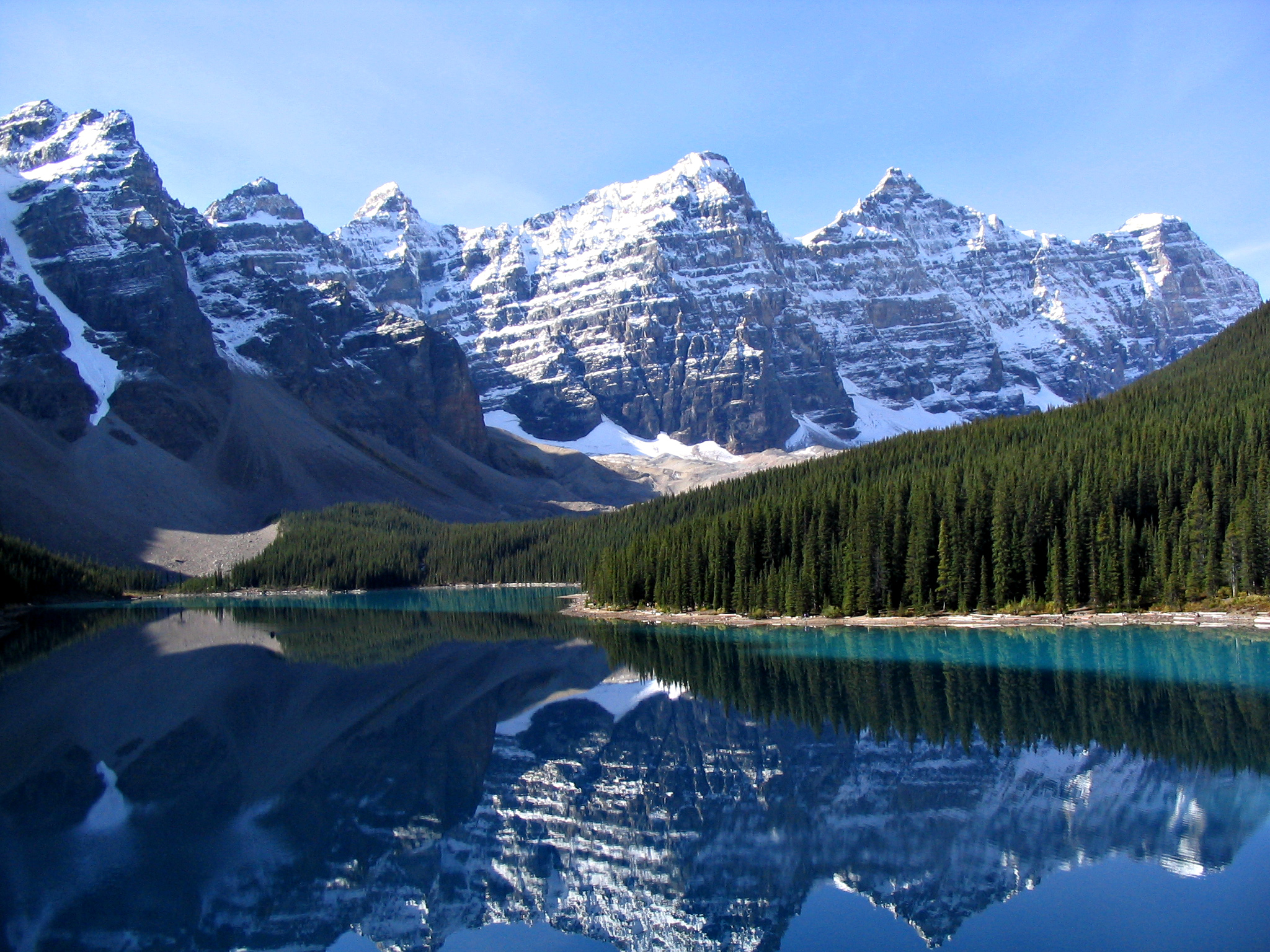
Jezero Moraine

Po městě Banff je druhým nejčastějším cílem turistů jezero Louise a pod ním položená stejnojmenná vesnička. Jezero je známé svou nádhernou zelenomodrou barvou a úchvatným okolím, díky nimž je každoročně doslova obsypáno davy turistů. Kousek od jezera Louise se nachází další půvabné jezero – Moraine, které je zase proslulé pro svoji sytě modrou barvu a umístění v nádherném Údolí deseti vrcholů. Třetí jezerní perlou parku je potom jezero Peyto. V parku se také nachází mnoho ledovců a to především na hranici s Národním parkem Jasper, kde se rozkládá velká ledovcová oblast Columbia Icefield. Nejvyšší horou parku je Mount Assiniboine, který se nachází na hranici Alberty a Britské Kolumbie a pro svůj vzhled je přezdíván Matterhorn Severní Ameriky.
Kromě klasické turistiky láká národní park Banff také množstvím dalším aktivit – jízda na kánoi po jezeře, rafting, pozorování divokých zvířat včetně medvědů, jízda na koních nebo koupání v přírodních horkých pramenech.

## Galerie

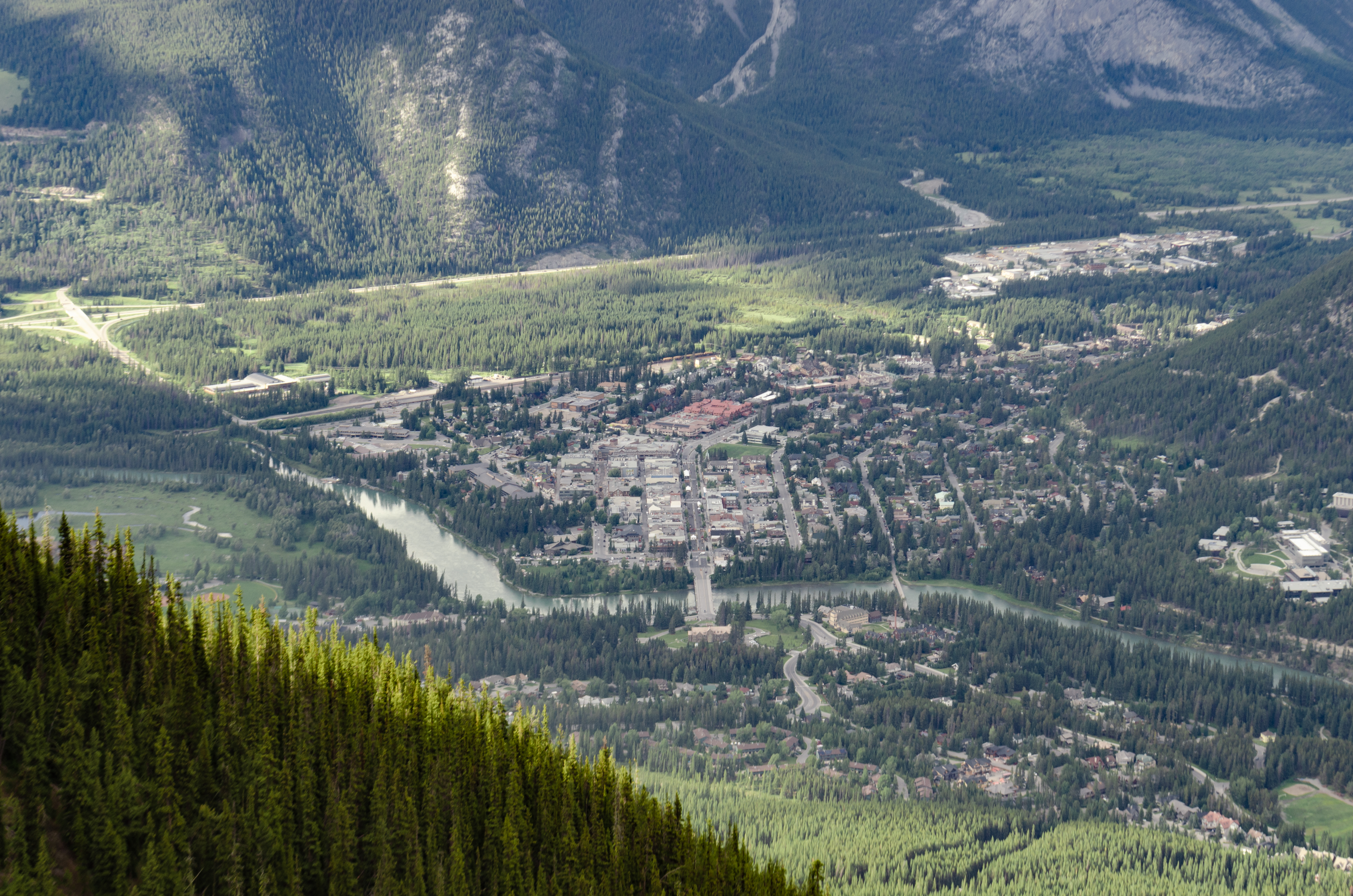
Údolí s městem Banff
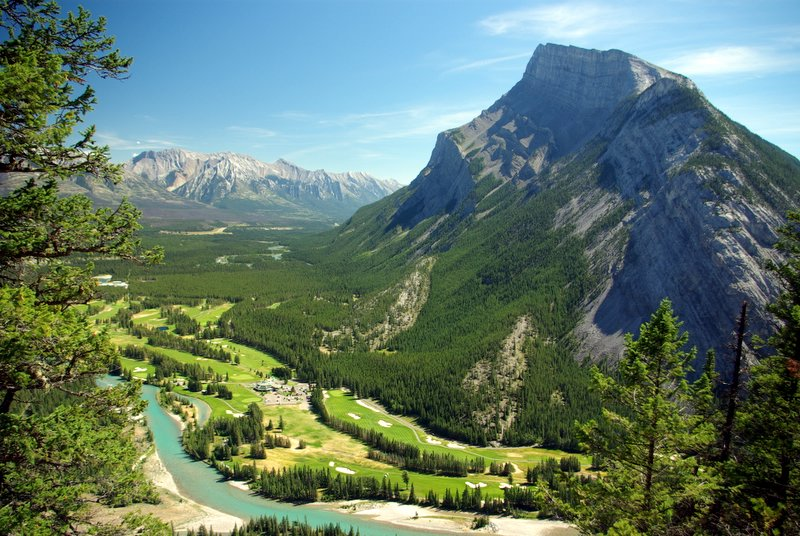
Golfové hřiště u města Banff
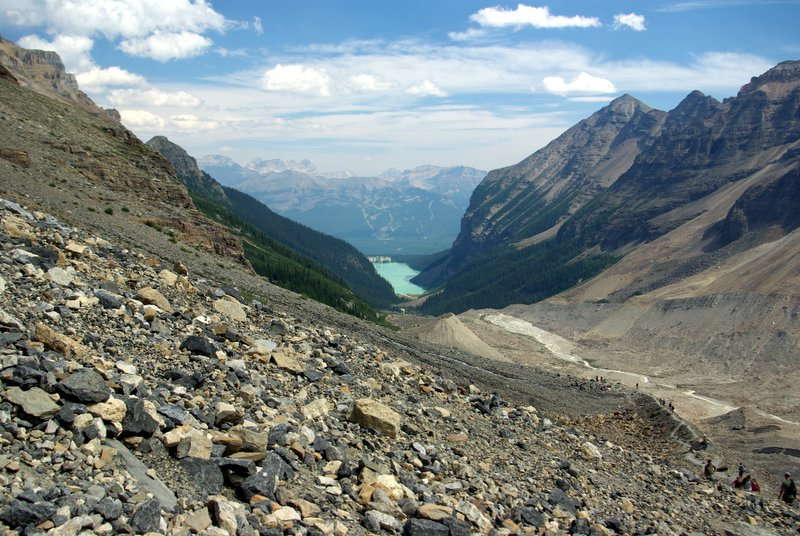
Jezero Louise
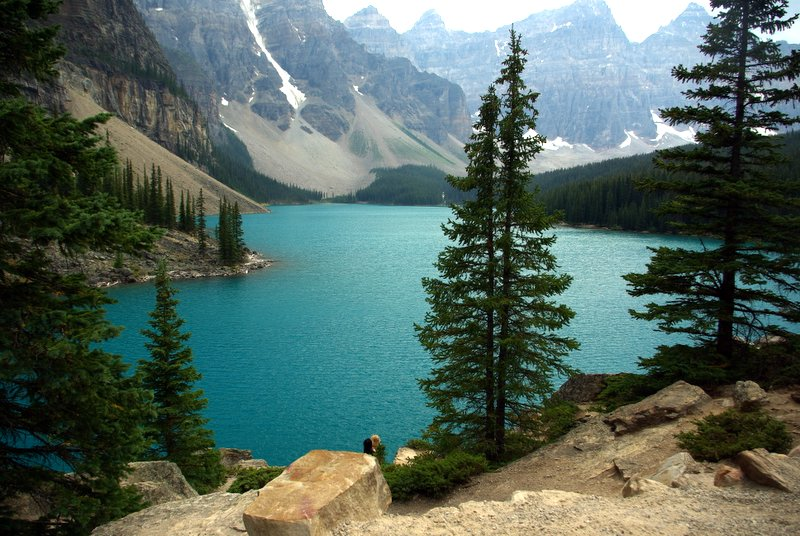
Jezero Moraine